# Мерис (окръг, Мисури)
Окръг Мерис (на английски: Maries County) е окръг в щата Мисури, Съединени американски щати. Площта му е 1373 km², а населението - 8903 души (2000). Административен център е град Виена.